# 核仁小核糖核酸

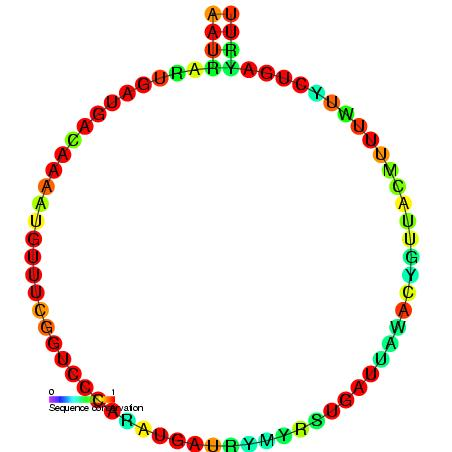
C/D box snoRNA（snoRNA的一類）的二級結構，圖中為SNORD73。

小核仁RNA（Small nucleolar RNAs；snoRNAs）是一類小型RNA分子，可引導核糖體RNA（rRNA）或其他RNA的化學修飾（如甲基化）作用。根據MeSH的分類，此分子屬於小核RNA（snRNA）的一種。可分為C/D box與H/ACA box兩種。

## 外部連結
- 醫學主題詞表（MeSH）：Small+Nucleolar+RNA
- 醫學主題詞表（MeSH）：Small+Nuclear+RNA
- Rfam database of RNA families[永久]
- snoRNAbase: human H/ACA and C/D box snoRNA database
- plant snoRNA database （页面存档备份，存于）